# 高知県道373号高知空港インター線
高知県道373号高知空港インター線は、高知県南国市の高知龍馬空港と高知東部自動車道および周辺の幹線道路とを接続する目的で認定された県道である。

## 概要
高知県道373号高知空港インター線は、平成27年度に開通予定の高知東部自動車道（高知南国道路）高知龍馬空港インターチェンジと高知龍馬空港を接続することを主目的に、加えて周囲を通る国道55号などの幹線道路と接続するために計画された一般高知県道である。元々高知龍馬空港と高知市などの市街地との連絡は高知県道13号高知空港線を経由して行われていたが、高知市内から見て東から南に回りこむ遠回りなルートをしており、また、すぐ東を物部川が流れるためこの路線に隣接してインターチェンジを建設するのは効率が悪かった。結果として自動車道に設けられる空港アクセス用のインターチェンジは空港の北側から最短距離で到達できる位置に建設するよう計画されることとなり、付随して本県道の新規建設が決定された。結果として高知龍馬空港と国道55号を結ぶ最短ルートが誕生することとなり、高知空港線のバイパス道路としての性格も有することとなる。
事業は平成17年に始まり、終点である国道交点と空港北側までの新設部と南国市道を編入時した高知高専前交差点の起点から空港北側の交差点までの既設部の改良の2区間に別れて工事が実行され、既設部は平成26年10月31日に空港構内道路との交差点と合わせて完成、新設部の1.2キロメートルも平成27年2月28日に供用が開始され、全線開通した。これにあわせて高知龍馬空港の構内道路と駐車場も大きく修正が加えられている。

## 沿革
- 2016年（平成28年）3月15日：高知県告示第134号により、本路線の全区間が高知県道13号高知空港線との重用区間となる[2]。
- 2016年（平成28年）3月31日：高知県告示第202号により、廃止[3]。
- 2016年（平成28年）4月1日：高知県告示第214号により、高知県道13号高知空港線のうち、高知高専前交差点以北は本路線だった区間のみとなり、旧道は南国市道となった[4]。

## 道路の構造
起点から空港北側の交差点までの旧市道部は、片道１車線の3級3種規格の道路として整備されている。起点から空港構内の旧入口付近まではほぼ旧来のままだが、空港敷地の北東に隣接していた区間は中央線が引かれ歩道も整備された。また、本県道と空港構内道路が接続する空港北側の交差点付近は大きく構造が変更されている。
新設部の空港北側の交差点から終点までは3級3種規格道路として中央分離帯が設けられた片道2車線道路として整備された。新設部の南端の交差点は北側から直進するとそのまま空港構内道路へ進入する構造となっている（起点側へ県道を進行するには交差点を左折する必要がある）。終点の国道55号線との交差点は丁字形となっており、平成26年度の南国市の都市計画マスタープランの段階では、北からの道路接続計画はない。

## 交通への影響
高知県中央東土木事務所によると、本路線の完成時点において高知市中心部からの所要時間短縮は数分程度と見積もられているが、高知東部自動車道が高知龍馬空港インターチェンジまで延伸されることにより、20分程度にまで短縮するものと期待されている。